# Epicopeiidae
Epicopeiidae is een familie van vlinders met 31 soorten. Deze soorten komen vrijwel alleen in het Oriëntaals gebied, Oost-China en Japan voor. De familie is voor het eerst wetenschappelijk beschreven door Charles Swinhoe in een publicatie uit 1892.

## Geslachten
(Indicatie van aantallen soorten per geslacht tussen haakjes)
- Amana Walker, 1855 (2)
- Burmeia Minet, 2002 (1)
- Chatamla Moore, 1881 (1)
- Deuveia Minet, 2002 (1)
- Epicopeia Westwood, 1841 (9)
- Mimaporia Wei & Yen, 2017 (1)
- Nossa Kirby, 1892 (4)
- Parabraxas Leech, 1897 (4)
- Psychostrophia Butler, 1877 (6)
- Schistomitra Butler, 1881 (2)